# Anja Grebe
Anja Grebe (* 1968 in Köln) ist eine deutsche Kunsthistorikerin und Professorin an der Universität für Weiterbildung Krems.

## Leben
Als Tochter des Bibliothekswissenschaftlers Werner Grebe und einer Lehrerin studierte Anja Grebe nach dem Abitur an der Liebfrauenschule Köln von 1989 bis 1995 Kunst- und Medienwissenschaft, Geschichte und Französische Literaturwissenschaft an der Universität Konstanz. Von 1997 bis 2000 war sie Stipendiatin am Graduiertenkolleg „Schriftkultur im Mittelalter“ an der Universität Münster. Im Jahr 2000 folgte die Promotion an der Universität Konstanz.
In den Jahren 2001 bis 2003 war sie wissenschaftliche Volontärin und Mitarbeiterin am Germanischen Nationalmuseum Nürnberg. Von 2003 bis 2007 erfüllte sie Lehraufträge im Fach Kunstgeschichte an den Universitäten Bamberg und Erlangen-Nürnberg, war außerdem als Ausstellungskuratorin und wissenschaftliche Publizistin tätig. Von 2008 bis 2012 war Grebe wissenschaftliche Mitarbeiterin am Lehrstuhl für Kunstgeschichte I der Universität Bamberg. Im Jahr 2012 folgte die Habilitation im Fach Kunstgeschichte der Universität Erlangen-Nürnberg. In den Jahren 2013/14 hatte sie eine Vertretungsprofessur für Kunstgeschichte an der Julius-Maximilians-Universität Würzburg inne. Es folgte 2014/15 eine wissenschaftliche Mitarbeit am Kunstgeschichtlichen Institut der Albert-Ludwigs-Universität Freiburg.
Seit Oktober 2015 ist Grebe Universitätsprofessorin für Kulturgeschichte und Museale Sammlungswissenschaften an der Universität für Weiterbildung Krems, wo sie seit 2021 stellvertretende Dekanin der Fakultät für Bildung, Kunst und Architektur und seit 2022 Senatsvorsitzende ist. Von 2022 bis 2024 war sie Vorsitzende des Verbands der österreichischen Kunsthistorikerinnen und Kunsthistoriker (VöKK).
Der Kabarettist Rainald Grebe ist ihr Bruder.

## Forschungsschwerpunkte
Zu Grebes Forschungsschwerpunkten gehören Kunst- und Kulturgeschichte des Mittelalters und der Frühen Neuzeit, Museums- und Sammlungswissenschaften, Kulturgeschichte der Burg, Buchmalerei, Albrecht Dürer.

## Publikationen
- mit Nikolaus Staubach: Sakralität und Komik. Ein ästhetisches Konzept in mittelalterlicher Kunst und Literatur. Frankfurt a. M. 2005
- mit Thomas Eser: Heilige und Hasen. Bücherschätze der Dürerzeit. Ausst.-Kat., Nürnberg 2008
- Menzel: Maler der Moderne. Elsengold, Berlin 2014, ISBN 978-3-944594-25-5
- Dürer. Die Geschichte seines Ruhms: Petersberg 2013
- mit G. Ulrich Großmann: Burgen. Geschichte – Kultur – Alltagsleben. Berlin 2016
- mit G. Ulrich Großmann: Ein feste Burg ist unser Gott. Ausst.-Kat. Heldburg, Petersberg 2017
- Geschichte der Buchmalerei. Elsengold Verlag, Berlin 2020, ISBN 978-3-96201-058-4
- mit G. Ulrich Großmann: Dürer: Die niederländische Reise. Michael Imhof Verlag, Petersberg 2021, ISBN 978-3-7319-0954-5